# 昭和薬科大学の人物一覧
昭和薬科大学の人物一覧（しょうわやっかだいがくのじんぶついちらん）は、昭和薬科大学に関係する人物の一覧記事。

## OB・OG

### 政界
- 三井辨雄（薬剤師/政治家/厚生労働大臣(第15代)/三井薬品株式会社代表取締役/医療法人交雄会理事長/青山会(樽床伸二グループ)代表世話人）

### 財界
- 青木桂生（薬剤師/経営者/株式会社クスリのアオキホールディングス創業者兼取締役会長/一般社団法人日本チェーンドラッグストア協会名誉会長）
- 青木保外志（薬剤師/経営者/株式会社クスリのアオキホールディングス創業者兼取締役最高顧問）
- 三津原博（薬剤師/経営者/日本調剤株式会社創業者兼代表取締役社長/社団法人日本保険薬局協会第2代会長(2007年)/一般社団法人日本薬局学会第2代代表理事(2007年)）

### 芸能
- 2代目春野百合子（浪曲師）中退

### その他
- 北原怜子（社会奉仕家）
- 響野ユカ（薬剤師、シンガーソングライター）